# Carlstadt (Stany Zjednoczone)
Carlstadt – miasto w Stanach Zjednoczonych, w stanie New Jersey, w hrabstwie Bergen. W 2010 roku liczyło 6127 mieszkańców.